# Мелетий (патриарх Иерусалимский)
Патриа́рх Мелети́й (греч. Πατριάρχης Μελέτιος; 2-я половина XVII, Энос, Восточная Фракия, Османская империя — после марта 1737) — епископ Иерусалимской православной церкви, Патриарх града Иерусалима и всей Палестины.

## Биография
С 1698 года был одним из эпитропов (наместников) патриарха Иерусалимского на Святой земле сначала при Досифее II Нотаре, затем при Хрисанфе Нотаре. Последний заранее готовил его себе в преемники, возведя в сан митрополита Кесарии Палестинской — эта кафедра традиционно предназначалась наследнику патриарха. Дата поставления неизвестна; можно предположить, что оно произошло не позже лета 1725 года, когда Хрисанф в последний раз посещал Палестину.
В условиях усиления влияния Фанара на ближневосточные православные Церкви Святогробское братство стремилось удержать Иерусалимский престол под своим контролем и избежать вмешательства Константинопольского патриарха в избрание Иерусалимского первосвятителя. Таким образом, в Иерусалимском Патриархате сложилась практика официальная назначения преемника действующего патриарха и зачастую даже передачи ему власти при жизни предшественника. Патриарх Хрисанф в 1730 года вызвал митрополита Мелетия в Константинополь и представил Синоду Константинопольского патриархата и фанариотской знати (великому драгоману Высокой Порты, господарям Дунайских княжеств и другим) своё завещание, в котором указывал на митрополита Кесарийского как на наследника и угрожал Божиим гневом тем, кто осмелятся отстранить Мелетия от Патриаршества. Его кончина произошла 7 февраля 1731 года, таким образом, вступление Мелетия на престол должно относиться приблизительно к началу февраля. Его избрание по ходатайству патриарха Константинопольского Паисия II было утверждено бератом османского султана. Благодарственная грамота Мелетия Паисию датирована 23 февраля. Вступление патриарха Мелетия на Патриарший престол ознаменовало конец 200-летней гегемонии в Иерусалимском патриархате пелопоннесских кланов, из которых выдвигались патриархи и их ближайшее окружение.
Бо́льшую часть патриаршества Мелетий провёл в Константинополе, что к этому времени вошло в традицию у Иерусалимских первоиерархов. Однако между концом лета 1732 года и концом весны 1734 года он находился в Палестине, где в очередной раз обострилась борьба за контроль над святыми местами между греческими и армянскими церковными структурами. В январе 1734 года был подписан фирман, передававший в юрисдикцию армянского Иерусалимского патриарха «малые» монофизитские общины Иерусалима и закреплявший равенство армян и греков в получении Благодатного огня. После Пасхи 14 апреля 1734 года патриарх Мелетий отбыл в Константинополь. Понимая, что он не имеет достаточных средств и влияния, чтобы оспаривать привилегии, полученные армянами, патриарх отправился в поездку по Западной Анатолии для сбора милостыни. 5 октября 1734 года вышел очередной султанский фирман, подтверждавший привилегии армян в отношении святых мест. Однако, будучи в Бурсе, патриарх узнал об опале визиря Али-паши и связанных с ним представителей армянской знати. Это дало возможность патриарху Мелетию и его эпитропу митрополиту Кесарийскому Парфению (Геренису) возобновить судебную тяжбу с армянским патриархом Иерусалимским Киркором. Притязания святогробцев поддержали великий драгоман Высокой Порты Александру Гика и патриарх Константинопольский Неофит VI. Греки в 1735 году выиграли судебный процесс и надолго закрепили свои приоритетные права на обладание святыми местами Палестины.
Поддерживал контакты с Россией, которые, впрочем, были значительно менее интенсивными, чем в XVII веке. Политическое сотрудничество Иерусалимских патриархов и российского правительства осталось в прошлом, переписка Мелетия с Санкт-Петербургом касалась исключительно просьб о милостыни.
Преклонный возраст и растущие финансовые проблемы Иерусалимского патриархата побудили патриарха Мелетия в марте 1737 года принять решение об отречении от престола в пользу митрополита Кесарийского Парфения. Дата кончины не известна.